# Ottaviano Riario
Ottaviano Riario (Forlì, 1º settembre 1479 – 6 ottobre 1523) è stato un condottiero e vescovo cattolico italiano, signore di Imola e Forlì.

## Biografia
Era figlio di Girolamo Riario, nipote di Papa Sisto IV, e di Caterina Sforza. Rimasto orfano di padre all'età di nove anni per via della Congiura degli Orsi, fu nominato, per intercessione della madre, Signore di Imola e Forlì, nel luglio del 1488, da Papa Innocenzo VIII.
Subì un oltraggio da Giacomo Feo, amante della madre Caterina, che lo schiaffeggiò in pubblico, senza che nessuno avesse il coraggio di difendere il ragazzo. Dopo questo episodio la situazione a Forlì si fece molto difficile e i fedeli di 
Ottaviano decisero di liberare la città dal dominio di Giacomo Feo. Nel 1490 ordì una prima congiura contro di lui, ma questa fallì. Fu probabilmente l'ispiratore dell'imboscata che portò all'assassinio del Feo nella sera del 27 agosto del 1495.
Fu fidanzato a Isotta, figlia di Giovanni II Bentivoglio signore di Bologna, nell'agosto 1488; la giovane però rifiutò le nozze, diventando monaca nel 1496.
Entrato anch'egli in religione, il 1506 venne eletto vescovo di Viterbo.

## Ascendenza
|                                            |                                     |                                                        | Genitori                                   |  |  | Nonni |  |  | Bisnonni        |  |  | Trisnonni         |  |
|                                            |                                     |                                                        |                                            |  |  |       |  |  | Raffaele Riario |  |  | Bartolomeo Riario |  |
|                                            |                                     |                                                        |                                            |  |  |       |  |  | Raffaele Riario |  |  | Bartolomeo Riario |  |
|                                            |                                     | …                                                      |                                            |  |  |       |  |  | Raffaele Riario |  |  |                   |  |
| Paolo Riario                               |                                     |                                                        |                                            |  |  |       |  |  | Raffaele Riario |  |  |                   |  |
|                                            |                                     | Teodorina Spinola                                      | Niccolò Spinola                            |  |  |       |  |  |                 |  |  |                   |  |
|                                            |                                     | Teodorina Spinola                                      | Niccolò Spinola                            |  |  |       |  |  |                 |  |  |                   |  |
|                                            |                                     | Teodorina Spinola                                      | …                                          |  |  |       |  |  |                 |  |  |                   |  |
| Girolamo Riario, signore di Imola e Forlì  |                                     | Teodorina Spinola                                      |                                            |  |  |       |  |  |                 |  |  |                   |  |
|                                            |                                     | Leonardo della Rovere                                  | …                                          |  |  |       |  |  |                 |  |  |                   |  |
|                                            |                                     | Leonardo della Rovere                                  | …                                          |  |  |       |  |  |                 |  |  |                   |  |
|                                            |                                     | Leonardo della Rovere                                  | …                                          |  |  |       |  |  |                 |  |  |                   |  |
| Bianca della Rovere                        |                                     | Leonardo della Rovere                                  |                                            |  |  |       |  |  |                 |  |  |                   |  |
|                                            |                                     | Luchina Monleone                                       | Giovanni Monleone                          |  |  |       |  |  |                 |  |  |                   |  |
|                                            |                                     | Luchina Monleone                                       | Giovanni Monleone                          |  |  |       |  |  |                 |  |  |                   |  |
|                                            |                                     | Luchina Monleone                                       | Caterina Cipolla                           |  |  |       |  |  |                 |  |  |                   |  |
| Ottaviano Riario, signore di Imola e Forlì |                                     | Luchina Monleone                                       |                                            |  |  |       |  |  |                 |  |  |                   |  |
|                                            | Francesco Sforza, IV duca di Milano | Giacomo "Muzio" Attendolo "Sforza", conte di Cotignola |                                            |  |  |       |  |  |                 |  |  |                   |  |
|                                            | Francesco Sforza, IV duca di Milano | Giacomo "Muzio" Attendolo "Sforza", conte di Cotignola |                                            |  |  |       |  |  |                 |  |  |                   |  |
|                                            | Francesco Sforza, IV duca di Milano | Lucia Terzani                                          |                                            |  |  |       |  |  |                 |  |  |                   |  |
| Galeazzo Maria Sforza, V duca di Milano    | Francesco Sforza, IV duca di Milano |                                                        |                                            |  |  |       |  |  |                 |  |  |                   |  |
|                                            |                                     | Bianca Maria Visconti                                  | Filippo Maria Visconti, III duca di Milano |  |  |       |  |  |                 |  |  |                   |  |
|                                            |                                     | Bianca Maria Visconti                                  | Filippo Maria Visconti, III duca di Milano |  |  |       |  |  |                 |  |  |                   |  |
|                                            |                                     | Bianca Maria Visconti                                  | Agnese del Maino                           |  |  |       |  |  |                 |  |  |                   |  |
| Caterina Sforza                            |                                     | Bianca Maria Visconti                                  |                                            |  |  |       |  |  |                 |  |  |                   |  |
|                                            |                                     | …                                                      | …                                          |  |  |       |  |  |                 |  |  |                   |  |
|                                            |                                     | …                                                      | …                                          |  |  |       |  |  |                 |  |  |                   |  |
|                                            |                                     | …                                                      | …                                          |  |  |       |  |  |                 |  |  |                   |  |
| Lucrezia Landriani                         |                                     | …                                                      |                                            |  |  |       |  |  |                 |  |  |                   |  |
|                                            |                                     | …                                                      | …                                          |  |  |       |  |  |                 |  |  |                   |  |
|                                            |                                     | …                                                      | …                                          |  |  |       |  |  |                 |  |  |                   |  |
|                                            |                                     | …                                                      | …                                          |  |  |       |  |  |                 |  |  |                   |  |
|                                            |                                     | …                                                      |                                            |  |  |       |  |  |                 |  |  |                   |  |